# Lizon
Ne doit pas être confondu avec Coteaux du Lizon.
Le Lizon est une  rivière du Sud-Ouest de la France, sous-affluent de la Garonne par la Baïse.

## Hydronymie

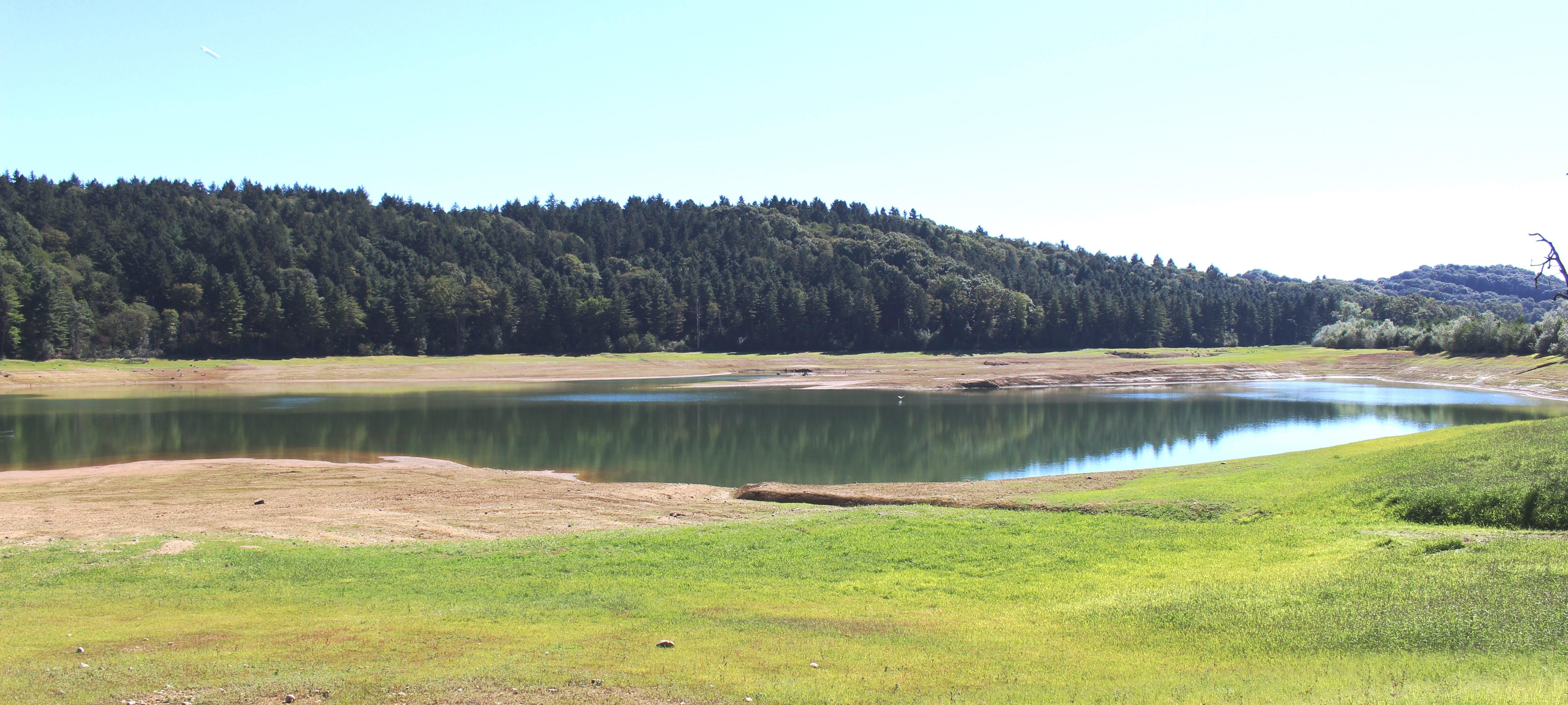
Le réservoir du Lizon à Orieux.

## Géographie
De 13,7 km de longueur, le Lizon prend sa source dans les Hautes-Pyrénées sur le Plateau de Lannemezan commune de Bernadets-Dessus et se jette dans la Baïse sur la commune de Tournous-Darré.

### Départements et communes traversés
- Hautes-Pyrénées : Burg, Bernadets-Dessus, Montastruc, Orieux, Bonnefont, Bugard, Lustar, Villembits, Vidou, Tournous-Darré, Trie-sur-Baïse.

## Affluents
Pas d’affluents référencés.

## Protection environnementale
Les coteaux en rive droite du ruisseau fait partie d'une zone naturelle protégée, classée ZNIEFF de type 2.